# هارون احمد
هارون احمد دانشمند برجستهٔ پاکستانی بریتانیایی در رشته‌های میکروالکترونیک و مهندسی برق است. وی استاد بازنشسته آزمایشگاه کاوندیش و دپارتمان فیزیک دانشگاه کمبریج است.